# Adnan Chaszukdżi
Adnan Chaszukdżi, arab. عدنان خاشقجي, ʿAdnān Ḫāšuqǧī, wym. /ʕædˈnæːn xæːˈʃuqdʒiː/, ang. Adnan Khashoggi (ur. 25 lipca 1935 w Mekce, zm. 6 czerwca 2017 w Londynie) – saudyjski przedsiębiorca i handlarz bronią pochodzenia tureckiego.

## Życiorys
Był synem osobistego lekarza władcy Arabii Saudyjskiej. Miał dwóch młodszych braci: Essama i Adila. Wraz z braćmi założył spółkę o nazwie Triad. Od początku lat 70. współpracował z nim Gene Gutowski, pełniący funkcję jego doradcy.
W latach 70. posiadał pałac w Jarzy na wzgórzach koło Bejrutu w Libanie. Miał też posiadłość w Baraka koło Marbelli w Hiszpanii. W Nowym Jorku był właścicielem apartamentu w Olympic Tower oraz domów przy Avenue Montaigne 7, 9, 11. Był nazywany mianem „króla handlarzy bronią” oraz nosił przydomek „A.K.”. Poślubił Angielkę Sandrę, potem pod imieniem Soraya, z którą na początku lat 70. miał pięcioro dzieci, a potem się z nią rozszedł. Jako drugą poślubił Włoszkę Laurę, nazwaną Lamia, z którą miał syna. Na przełomie XX/XXI wieku z kolejną żoną, Iranką Shapari, z którą miał dwoje dzieci.
Znany z kontaktów w elitach zarówno świata zachodniego, jak i arabskiego. Był zamieszany w aferę Iran-Contras i skandal Lockheeda. W latach 80. był uważany za jednego z najbogatszych ludzi świata. Przebywał w więzieniu za nielegalne interesy prowadzone z filipińskim dyktatorem Ferdinandem Marcosem.
Mimo arabskiego pochodzenia miał wiele kontaktów z Żydami, tak na prywatnej, jak i na biznesowej stopie; przyjaźnił się z Szimonem Peresem. Na początku XXI wieku, utraciwszy majątek, mieszkał w Paryżu.